# Europees kampioenschap quadrathlon sprint 2020
Het Europees kampioenschap quadrathlon sprint 2020 was een door de World Quadrathlon Federation (WQF) georganiseerd kampioenschap voor quadrathlon-atleten. Deze 14e editie van het Europees kampioenschap vond plaats in het Hongaars Kaposvár.

## Uitslagen
| Heren  | Heren            | Heren   | Heren |
| Plaats | Atleet           | tijd    |       |
| ------ | ---------------- | ------- | ----- |
| 1      | Ferenc Csima     | 1:38:26 |       |
| 2      | William Peters   | 1:39:25 |       |
| 3      | Krzysztof Wolski | 1:40:28 |       |
| 4      | Zoltán Zoboki    | 1:40:55 |       |
| 5      | David Kotrc      | 1:41:00 |       |

| Dames  | Dames                 | Dames   | Dames |
| Plaats | Atleet                | tijd    |       |
| ------ | --------------------- | ------- | ----- |
| 1      | Lisa Teichert         | 1:54:02 |       |
| 2      | Lilla Kovács          | 1:59:38 |       |
| 3      | Susanne Walter        | 2:06:23 |       |
| 4      | Kata Balázs           | 2:10:16 |       |
| 5      | Krisztina Sinkó Panna | 2:12:49 |       |